# Kisbárapáti
Kisbárapáti (ehemals Kisbár) ist eine ungarische Gemeinde im Kreis Tab im Komitat Somogy.

## Geografische Lage
Kisbárapáti liegt 28 Kilometer nordöstlich des Komitatssitzes Kaposvár und 20 Kilometer südwestlich der Kreisstadt Tab an dem Fluss Koppány. Nachbargemeinden sind Bonnya, Ecseny, Felsőmocsolád und Fiad.

## Geschichte
Im Jahr 1772 gab es in Kisbarapatti bereits eine Grundschule und eine römisch-katholische Gemeinde. 1848 lag die Einwohnerzahl bei knapp 1000, im Jahr 1907 wurde der Ort offiziell in Kisbárapáti umbenannt und es gab in der damaligen Kleingemeinde 157 Häuser und 1151 Einwohner auf einer Fläche von 5000 Katastraljochen. Sie gehörte zu dieser Zeit zum Bezirk Igal im Komitat Somogy.

## Sehenswürdigkeiten
- Römisch-katholische Kirche Nagy Szent Teréz, erbaut in den 1770er Jahren im barocken Stil, in der sich ein Altarbild von István Dorfmeister befindet
- Weltkriegsdenkmal

## Verkehr
Durch das Gemeindegebiet verläuft die Nebenstraße Nr. 65114. Es bestehen Busverbindungen nach Fiad und Bonnya sowie Zugverbindungen nach Kaposvár und Siófok.